# 1541

## أحداث
- تأسيس مدينة سابوبان، خاليسكو وتقع حاليا في المكسيك.
- تأسيس مدينة بورتو بادريه [الإنجليزية] وتقع حاليا في كوبا.
- تأسيس مدينة بيتربرة وتقع حاليا في المملكة المتحدة.
- حصار بودا في الفترة ما بين 4 مايو و21 أغسطس.
- 24 أبريل - معركة سهارت: إمبراطور إثيوبيا يهزم من قوات الإمام أحمد الغازي.
- 8 مايو - يصل المستكشف الأسباني إرناندو دي سوتو إلى نهر المسيسيبي، وأطلق عليه اسم Rio de Espiritu Santo ("نهر الروح المقدسة").
- 9 يوليو - استيفاو دا غاما يغادر مصوع، تاركا وراءه 400 رجل مسلح بالبنادق و 150 من عبيد تحت تصرف شقيقه كريستوفاو دا غاما، مع أوامر بمساعدة إمبراطور إثيوبيا لهزيمة أحمد بن إبراهيم الغازي، الذي غزا إمبراطوريته
- 29 أغسطس - قام جنود الانكشارية التابعين لسليمان القانوني بأخذ بودا عن طريق الخداع بدخولهم كأنهم زائرين.
- أكتوبر - حملة عسكرية فاشلة لكارلوس الخامس ملك إسبانيا (هابسبورغ) لاحتلال الجزائر.
- البرتغاليين يهزمون المسلمين بالقرب من بحيرة تانا.
- السلطان العثماني سليمان القانوني يغلق باب الرحمة في القدس، بسبب خرافة سرت بين الناس آنذاك، مألها أن الفرنجة سيعودون ويحتلون مدينة القدس عن طريق هذا الباب.
- يتم إجراء أول ترجمة رسمية لكامل الكتاب المقدس إلى اللغة السويدية.

## مواليد
- إل غريكو
- فرانشيسكو الأول دي ميديشي
- هانزو هاتوري

## وفيات
- بيدرو دي ألفارادو
- غيندون غياتسو
- مارغريت تيدور
- مارغريت ملكة اسكتلندا